# Крайморска каменарка
Крайморската каменарка (Paranocarodes straubei) е вид скакалец от семейство Скакалци каменарки, разред Правокрили.

## Описание
Среща се в Югоизточна България, Турция и Гърция (Лесбос и Хиос), критично застрашен вид. Размножителният период е през юни. Женските снасят яйцата си в почвата и ларвите се излюпват през август.